# Saint-Martin-Longueau
Pour les articles homonymes, voir Saint-Martin.
Saint-Martin-Longueau est une commune française située dans le département de l'Oise en région Hauts-de-France. Ses habitants sont appelés les Saint-Martinois-Longoviciens et Saint-Martinoises-Longoviciennes.
La commune s'est formée à partir de deux noyaux de peuplement : Longueau, au bord de la route des Flandres, et Saint-Martin en retrait de cette route. Elle s'étend au nord-est d'une vaste zone tourbeuse, les marais de Sacy-le-Grand, anciennement occupée par un lac.
Le village existe sans doute depuis l'Antiquité. Des fouilles ont permis de découvrir des objets datant de cette période. Au Moyen Âge, son histoire se mêle à celle d'un prieuré construit sur son territoire. Saint-Martin-Longueau devient commune à la Révolution et connaît depuis des modifications de limites administratives. Elle absorbe la commune de Bazicourt entre 1828 et 1834 puis gagne quelques terrains en 1951 lorsque la commune de Sarron est rattachée à Pont-Sainte-Maxence. L'évolution démographique du village reste stable jusqu'à la fin de la Seconde Guerre mondiale puis sa population triple et atteint 1 474 habitants en 2012. Saint-Martin-Longueau est aujourd'hui sous l'influence du pôle urbain de Pont-Sainte-Maxence.
L'église Saint-Martin-Longueau, principal élément du patrimoine architectural, contient quatre objets répertoriés à l'inventaire des monuments historiques. De plus, les marais de Sacy-le-Grand, au sud de la commune, représentent un intérêt écologique qui leur a valu d'être un site classé zone naturelle d'intérêt écologique, faunistique et floristique (ZNIEFF), zone Natura 2000 et zone importante pour la protection des oiseaux (ZICO).

## Géographie

### Localisation

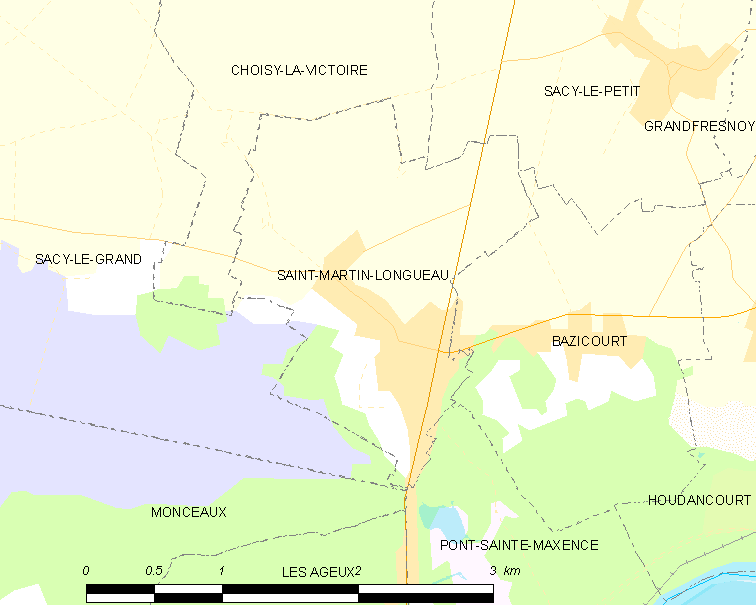
Communes limitrophes.

La commune se situe à 65 kilomètres au sud d'Amiens, à 39 kilomètres à l'est de Beauvais, à 18 kilomètres à l'ouest de Compiègne et à 59 kilomètres au nord de Paris. Le territoire s'étend sur 364 hectares.
|               | Choisy-la-Victoire    | Sacy-le-Petit       |
|               | Saint-Martin-Longueau | Bazicourt           |
| Sacy-le-Grand | Monceaux              | Pont-Sainte-Maxence |

### Topographie et géologie
Il s'agit d'une petite commune comprise dans la plaine qui descend de la région septentrionale du canton de Liancourt vers les marais de Sacy-le-Grand. Le territoire communal s'élève entre 31 mètres d'altitude dans les marais de Sacy-le-Grand, au sud-ouest, et 53 mètres à la limite nord du territoire avec Sacy-le-Petit. Il ne possède pas de collines, comme Les Ageux, Bazicourt et Sarron. Les cotes d'altitudes sont les suivantes : 32 mètres au ru de la Fontaine-Froide, 33 mètres à l'entrée sud de la D 1017, 41 mètres au carrefour que cette route forme avec les D 10 et D 13, 52 mètres à sa sortie vers Blincourt et également à l'entrée du village de la D 111 en venant de Choisy-la-Victoire.
La craie est à quelques pieds au-dessous du sable. Elle s'enfonce plus profondément en allant vers le sud. On remarque entre le village de Longueau et le bois des Ageux quelques lits d'argile plastique grise et fauve, contenant des bois pétrifiés identique à celui qui abonde dans les cendrières du Soissonnais. La commune se trouve également soit sur le sable nu, soit caché par le limon marécageux. Il y a dans le fossé de l'allée de Coutard, près du chef-lieu, un dépôt de coquilles marines fossiles, enfoui dans le sable à quelques mètres de profondeur. Le calcaire grossier inférieur moyen existe sous des dépôts quartzeux de sable blanc, pur, analogue à son aspect aux sables marins supérieurs. On le retrouve près du terrain de lignites. Il existe un dépôt de tourbe considérable entre Sacy-le-Grand, Les Ageux, Monceaux, Hardancourt et Saint-Martin-Longueau.

### Hydrographie

#### Réseau hydrographique
La commune est située dans le bassin Seine-Normandie. Elle est drainée par le ru de la Fontaine Froide,,.
La commune est en partie séparée de Sacy-le-Grand par un ruisseau, le ru de la Fontaine-Froide, qui reçoit des eaux provenant du marais de Sacy-le-Grand, et surtout de celles de la source du même nom et d'autres proches du village. Ce petit cours d'eau rejoint au Pont-de-Longueau la rivière de la Frette. De l'autre côté de la route départementale 1017 arrivent les eaux du hameau de Villette, à la limite des territoires de Saint-Martin-Longueau et Pont-Sainte-Maxence. Le petit ruisseau, parallèle à la Frette, se jette dans cette dernière.

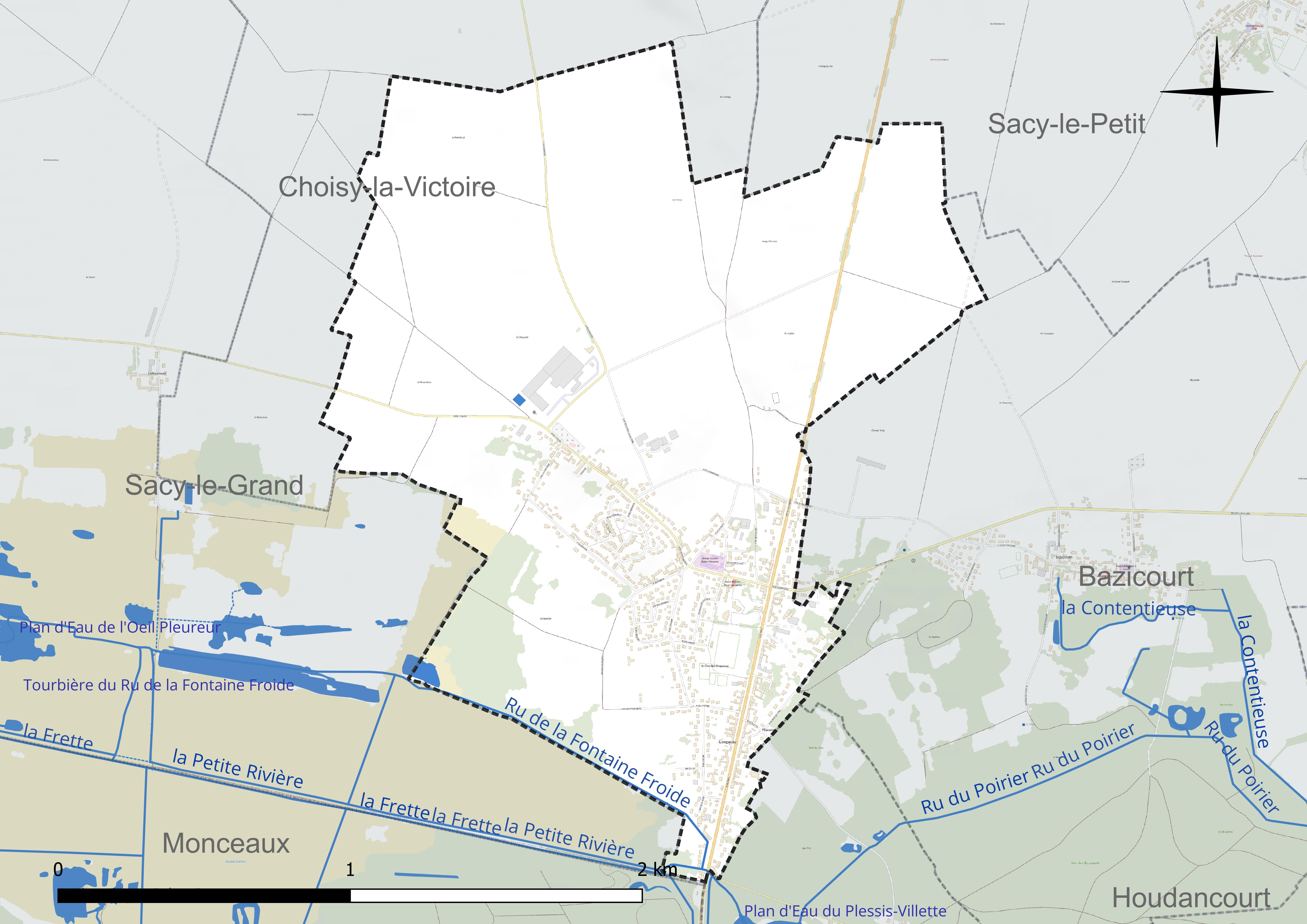
Réseau hydrographique de Saint-Martin-Longueau.

#### Gestion et qualité des eaux
Le territoire communal est couvert par le schéma d'aménagement et de gestion des eaux (SAGE) « Sensée ». Ce document de planification concerne un territoire de 789 km2 de superficie, délimité par trois bassins versants en totalité ou en partie (Aisne, Oise et Aronde). Le périmètre a été arrêté le 16 octobre 2001 et le SAGE proprement dit a été approuvé le 8 juin 2009, puis révisé le 27 novembre 2019. La structure porteuse de l'élaboration et de la mise en œuvre est le syndicat mixte Oise-Aronde.
La qualité des cours d'eau peut être consultée sur un site dédié géré par les agences de l'eau et l'Agence française pour la biodiversité.

### Climat
Pour des articles plus généraux, voir Climat des Hauts-de-France et Climat de l'Oise.
En 2010, le climat de la commune est de type climat océanique dégradé des plaines du Centre et du Nord, selon une étude du CNRS s'appuyant sur une série de données couvrant la période 1971-2000. En 2020, Météo-France publie une typologie des climats de la France métropolitaine dans laquelle la commune est dans une zone de transition entre le climat océanique et le climat océanique altéré et est dans la région climatique Nord-est du bassin Parisien, caractérisée par un ensoleillement médiocre, une pluviométrie moyenne régulièrement répartie au cours de l'année et un hiver froid (3 °C).
Pour la période 1971-2000, la température annuelle moyenne est de 11 °C, avec une amplitude thermique annuelle de 14,9 °C. Le cumul annuel moyen de précipitations est de 652 mm, avec 11,3 jours de précipitations en janvier et 7,8 jours en juillet. Pour la période 1991-2020, la température moyenne annuelle observée sur la station météorologique la plus proche, située sur la commune de Creil à 13 km à vol d'oiseau, est de 11,2 °C et le cumul annuel moyen de précipitations est de 662,2 mm,. Pour l'avenir, les paramètres climatiques de la commune estimés pour 2050 selon différents scénarios d'émission de gaz à effet de serre sont consultables sur un site dédié publié par Météo-France en novembre 2022.

### Milieux naturels
Hormis les surfaces bâties, qui couvrent 18,5 % du territoire sur 66 hectares, la commune est couverte à 70,5 % de cultures, sur 254 hectares. Les espaces boisés, intermédiaire entre les habitations, les cultures et les marais, représentent 18 hectares (5.5%). Les vergers et prairies s'étendent sur 15 hectares et les délaissés urbains et ruraux 1,.6 hectare. Les marécages et zones humides du marais de Sacy-le-Grand s'étendent sur 3 hectares,.
Cet espace, classé en zone Natura 2000, représente une  zone importante pour la conservation des oiseaux et est également inscrit en zone naturelle d'intérêt écologique, faunistique et floristique (ZNIEFF) de type 1. Il constitue un corridor écologique potentiel.

## Urbanisme

### Typologie
Au 1er janvier 2024, Saint-Martin-Longueau est catégorisée bourg rural, selon la nouvelle grille communale de densité à sept niveaux définie par l'Insee en 2022.
Elle est située hors unité urbaine. Par ailleurs la commune fait partie de l'aire d'attraction de Paris, dont elle est une commune de la couronne,.

### Occupation des sols
L'occupation des sols de la commune, telle qu'elle ressort de la base de données européenne d'occupation biophysique des sols Corine Land Cover (CLC), est marquée par l'importance des territoires agricoles (72,5 % en 2018), une proportion identique à celle de 1990 (72,5 %). La répartition détaillée en 2018 est la suivante : 
terres arables (63,2 %), zones urbanisées (21,1 %), prairies (9 %), forêts (5,8 %), zones humides intérieures (0,7 %), zones agricoles hétérogènes (0,3 %). L'évolution de l'occupation des sols de la commune et de ses infrastructures peut être observée sur les différentes représentations cartographiques du territoire : la carte de Cassini (XVIIIe siècle), la carte d'état-major (1820-1866) et les cartes ou photos aériennes de l'IGN pour la période actuelle (1950 à aujourd'hui).

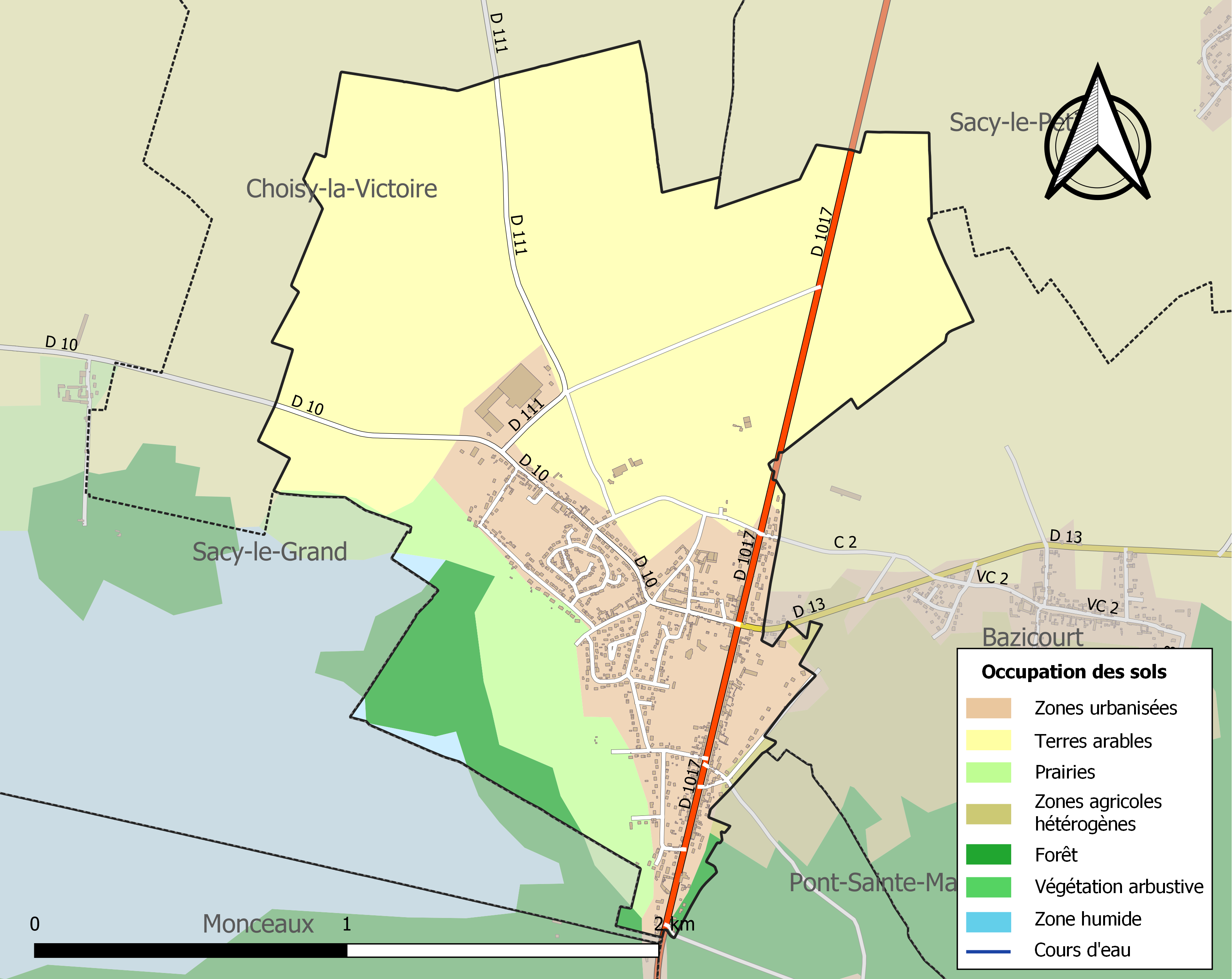
Carte des infrastructures et de l'occupation des sols de la commune en 2018 (CLC).

### Hameaux et écarts
La commune ne possède pas de hameaux ou écarts hors du chef-lieu. L'ancien hameau de Longueau est rattaché au village.

### Morphologie urbaine
Saint-Martin et Longueau étaient distants d'environ un kilomètre. Un peu plus au nord, entre l'ancienne et la nouvelle route de Flandre fut construit l'écart dit les Auberges, dont le nom indiquait la raison d'être. Vers 1750, cet écart devint l'Équipée. Aujourd'hui, Saint-Martin, l'Équipée et Longueau sont réunis par des constructions. C'est une agglomération qui se prolonge au sud par d'autres maisons sur Sacy-le-Grand et Monceaux et à l'est sur le hameau de Villette et Bazicourt.
Le territoire de Saint-Martin-Longueau est assez semblable aux communes voisines, c'est-à-dire une mixité entre des espaces boisés et des espaces agricoles. La commune présente toutefois un tissu urbain plus mixte que ses communes limitrophes notamment par la présence d'activités du secteur secondaire.

### Logement
Le tableau ci-dessous présente une comparaison de quelques indicateurs chiffrés du logement pour Saint-Martin-Longueau et l'ensemble de l'Oise en 2013, au travers de quelques indicateurs, :
|                                                        | Saint-Martin-Longueau | Oise |
| ------------------------------------------------------ | --------------------- | ---- |
| Part des résidences principales (en %)                 | 94,3                  | 90,9 |
| Part des logements vacants (en %)                      | 4,9                   | 6,6  |
| Part des ménages propriétaires de leur logement (en %) | 84,6                  | 61,8 |

En 2013, le nombre total de logements dans la commune était de 586, alors qu'il était de 567 en 2008. Ces logements étaient pour 95,2 % d'entre eux des maisons individuelles et pour 4,6 % des appartements. La proportion des résidences principales, propriétés de leurs occupants était de 84,6 %, en stabilisation par rapport à 2008 (84 %). La part de logements HLM loués vides était de 4,5 % contre 6,2 %, leur nombre étant en baisse 25 contre 33.
La part des logements, résidences principales de leurs occupants, est légèrement plus élevée à Saint-Martin-Longueau qu'au niveau départemental (94,3 contre 90,9). La part des logements vacants est légèrement plus faible au niveau de la commune et au niveau du département (4,9 contre 6,6). En revanche, la part des ménages propriétaires de leur logement est beaucoup plus importante à Saint-Martin-Longueau que dans l'Oise (84,6 contre 61,8),.

### Projets d'aménagement
La communauté de communes des pays d'Oise et d'Halatte a pour projet de construire une zone d'activités, la ZAC Nord, à cheval sur les communes de Saint-Martin-Longueau et Bazicourt. Durant l'été 2015, une plaquette d'information et un registre d'information sont disponibles à la mairie pour la population.

### Voies de communications et transports

#### Infrastructure routière
La commune est reliée directement à la Belgique par l'ancienne route nationale 17, déclassée en route départementale 1017, dite de Flandre, de Paris à Lille et Ostende. Cette grande voie traverse le territoire, du sud au nord, par une ligne droite de deux kilomètres et demi, dont la pente moyenne est de 8 millimètres par mètre. Passent en outre par l'agglomération les routes départementales 10, de Catenoy à Jonquières par Sacy-le-Grand et Sacy-le-Petit, 13, qui part de la D 1017 vers Compiègne, par Bazicourt, et 111, d'Avrigny à Pont-Sainte-Maxence par Choisy-la-Victoire. La D 10  traverse la commune par la rue de l'Église puis par la rue de la République avant de rejoindre la D 1017. La route départementale 13, dans le prolongement de cette dernière, suit la rue de Compiègne et quitte le territoire par l'est. La route départementale 111 se sépare de la rue de l'Église pour rejoindre Choisy-la-Victoire. La rue de la Madelon relie la rue de l'Église (ancien hameau Saint-Martin) à Bazicourt sans passer par Longueau. Une voie secondaire se sépare de la D 111 et rejoint la D 1017. L'ancien chemin de Flandre, après avoir traversé Longueau et longé Saint-Martin, gagnait le nord par un tracé sinueux qui passait à l'ouest de Blincourt. Il a été remplacé en 1785 par l'actuelle route nationale, à partir de l'ancien hameau de l'Équipée. Immédiatement au nord il constitue la limite de Choisy-la-Victoire et de Sacy-le-Petit.

#### Transports en commun
La gare de Pont-Sainte-Maxence, située sur la ligne de Creil à Jeumont, est la gare la plus proche de la commune, à 4,5 km au sud. La gare de Rieux - Angicourt, sur la même ligne, se trouve à 14 km à l'ouest.
La commune est desservie, en 2023, par les lignes 638, 660, 6209, 6215, 6218, 6301 et 6322 du réseau interurbain de l'Oise. La ligne de regroupement pédagogique 6702 relie l'école communale à Bazicourt. Le service de transport à la demande gratuit TAD'OHM, mis en place par la communauté de communes des Pays d'Oise et d'Halatte, dessert également la commune.

#### Liaisons aériennes
Saint-Martin-Longueau est à 44 km de l'aéroport de Beauvais-Tillé (code IATA : BVA • code OACI : LFOB) qui propose en 2015 des dessertes régulières vers des villes d'Europe et du Maghreb. Saint-Martin-Longueau est également à 47 kilomètres de l'aéroport de Paris-Charles-de-Gaulle (code IATA : CDG • code OACI : LFPG), deuxième aéroport européen et huitième aéroport mondial en 2013 en termes de fréquentation. Il n'existe aucune liaison entre la commune et ces aéroports par des transports en commun.

#### Voies douces
La variante de l'avenue verte London-Paris traverse la commune par les routes départementales 10 et 1017.

### Risques majeurs
La commune a fait l'objet de deux arrêtés de catastrophe naturelle. Le premier, datant du 29 décembre 1999, fait état d'inondations, coulées de boue et mouvements de terrain. Le second, datant du 27 décembre 2001, fait état d'inondations par remontées de nappe phréatique.
La localité est exposée, compte tenu de la nature du sol, à des phases successives de retrait-gonflement des argiles dus à l'alternance de phases d'hydratation-dessiccation des argiles. Ce phénomène est responsable, entre autres, de fissures dans la fondation des bâtiments. Tout le territoire communal est exposé à un aléa faible voire à priori nul.
Saint-Martin-Longueau est située en zone de sismicité très faible de niveau 1 sur une échelle de 1 à 5 tout comme le reste de l'Oise.

## Toponymie
Le nom de la localité est attesté sous les formes Sanctus Martinus de longâ aquâ (1164) ; Saint Martin longue eau (1311) ; Saint Martin a longue yaue (1317) ; Saint Martin longue yeaue (1373) ; Saint Martin longueaue (1373) ; prior de longâ aquâ (XIVe) ; sainct martin lez longueaue (1480) ; saint martin de longueaue (1517) ; Saint Martin lez Longueaue (1539) ; Saint Martin les Longueau (1575) ; Saint Martin de Longuau (1575) ; Sainct Martin de longueau (1581) ; Saint Martin longue eau (1594) ; S. Martin lez Longeaue (XVIe) ; Saint Martin (1667) ; prieuré de Saint Martin de Longuau (1704) ; Saint Martin Longueau (1707) ; Saint Martin Longueaux (1709) ; St Martin Longaux (1711).

Saint-Martin est un hagiotoponyme qui fait référence à Saint Martin de Tours ou à Martin de Corbie et désigne le prieuré situé près du chemin de Sacy-le-Grand.
Longueau est un ancien hameau des communes de Les Ageux et de Saint-Martin-Longueau attesté sous les formes et Longam aquam (1162) ; Longa aqua (1182) ; Longe aque (1200) ; militem de Longuaaqua (1212) ; Longueaue (vers 1230) ; et molendinarie longe aque (vers 1270) ; lonque yaue (1292) ; la prieuree de Longueaue (1308) ; Longue yeaue (1373) ; Longuyaue (1373) ; Regnault de long eaue (1376) ; prior de longâ aquâ (XIVe) ; la ville terre et seigneurie de longueaue (1447) ; de longue yaue (XVe) ; Longeaune (1539) ; Longueau (1625) ; prieuré de Saint Martin de Longuau (1704) ; Longueaux (1709).
 
Longueau s'est établi à une époque indéterminée, sur le grand chemin romain qui, passant l'Oise à Pont-Sainte-Maxence, se dirigeait vers le nord, vers Amiens et vers Beauvais. Ce mot signifie « eau longue », « eau étendue », par allusion au lac d'eau vive qui, depuis Labruyère, s'étendait d'ouest en est et se terminait à peu près en cet endroit. C'est aujourd'hui le marais de Sacy-le-Grand.

## Histoire

### Les origines
L'ancienne route cantonale de Catenoy à Pont-Sainte-Maxence était en partie sur l'ancienne chaussée Brunehaut qui, venant de Senlis par Pont-Sainte-Maxence, se dirigeait vers le nord-ouest et, parvenue au Tertre de Sacy-le-Grand, se divisait en deux branches, l'une vers Beauvais et l'autre vers Amiens. Cette route antique est aujourd'hui un chemin rural qui quitte la route départementale 10 après l'église paroissiale, au lieu-dit la Chaussée. Jacques Cambry écrit dans Description du département de l'Oise qu'une tradition « fait croire que la commune portait jadis le nom de ville, qu'elle était couverte d'habitations et qu'on y tenait un marché très considérable ». Cependant, aucun document certain ne confirme ces paroles. Toutefois, étant donné la situation des lieux, au-delà du passage de l'Oise et de vastes marais qui s'étendent à l'est comme à l'ouest, il est possible qu'une agglomération importante se soit établie à Longueau, au seuil de la grande plaine qui s'ouvre au nord. Vers l'emplacement d'un moulin il a d'ailleurs été trouvé des squelettes dont on ignore l'origine. Mais il a été aussi découvert de nombreux tombeaux de pierre, en particulier au tertre qui porte l'église Saint-Martin et le cimetière actuel. Selon un auteur inconnu, celui-ci est pavé de sarcophages à fleur de terre. D'autres tombes, situées hors de ce tertre et plus anciennes que celles qu'il recèle, ont livré des objets : haches de pierre, vases de verre, coupes de terre rouge, déposées au musée départemental de l'Oise. L'origine du tertre, qui présente la forme d'un rectangle régulier, est toujours discutée. Il y a peut-être eu là un temple païen romain, dont l'existence expliquerait le vocable de Saint-Martin donné à l'église. La construction du temple aurait justifié l'établissement du tertre.

### Moyen Âge
Plus tard, selon la coutume régionale, un manoir fortifié y aurait été construit pour protéger le passage. Un souterrain partirait de ce lieu. Sa découverte pourrait sans doute aider à établir une partie de l'histoire locale. D'autre part, des fondations ont été mises au jour dans les champs voisins du tertre. On suppose qu'elles ont appartenu à des bâtiments agricoles dépendant du prieuré construit plus tard sur cette butte artificielle. L'église Saint-Martin en aurait été la chapelle. Il est dit aussi qu'elle a tout d'abord été la grange de cet établissement religieux. On ne connaît pas la date de fondation de ce prieuré. L'abbaye Saint-Symphorien dont il dépend alors fut créée à Beauvais en 1035. Les religieux ont eu la responsabilité de la léproserie voisine, construite à Ladrancourt (commune de Sacy-le-Grand). Philippe le Bel, qui réside souvent à Compiègne, couche au prieuré de Saint-Martin le 29 novembre 1301. Les comtes de Clermont ont un droit de travers à Longueau. L'abbaye du Moncel, de Pontpoint, a des biens sur le territoire. Un ouvrage sur la baronnie de Mello signale sieur Euguerrand de Longueau intervenant en 1369 dans un acte de vente concernant des prés et aulnaies à Cramoisy. On sait aussi que le fief de Longueau a appartenu à la châtellenie de Creil.

### Époque moderne et contemporaine

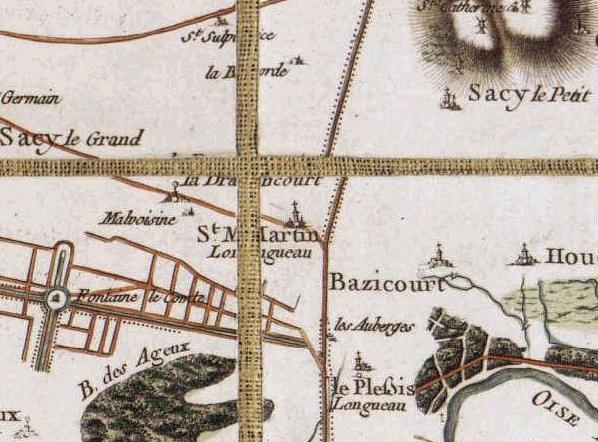
Saint-Martin-Longueau par la carte de Cassini.

Le prieuré de Saint-Martin est réuni au séminaire diocésain le 4 août 1707. Il est signalé sur la carte de 1710.
La commune a été affectée au canton de Sacy-le-Grand dès la constitution de celui-ci, en 1790. Elle passe à celui de Bailleul-le-Soc du 15 octobre 1801 au 17 mars 1803, et vient alors à celui de Liancourt. En 1790, le domaine du Plessis-Villette (autrefois Plessis-Longueau), qui a été joint à Longueau, est érigé en commune distincte. En 1826, celui-ci est absorbé par Sarron et passe également à Pont-Sainte-Maxence en 1951. Bazicourt fait partie de Saint-Martin-Longueau de 1828 au 4 février 1834. La population, autrefois uniquement employée à la terre et aux tourbières, travaille en grande partie dans les usines de Pont-Sainte-Maxence dans les années 1960.
Trois hectares sont incorporés au territoire le 5 juillet 1951 par annexion de quelques maisons et jardins de Sarron, la plus grande partie de cette commune ayant été incorporée à Pont-Sainte-Maxence.

## Politique et administration

### Situation administrative
Le redécoupage cantonal de 2014 fait disparaître le canton de Liancourt. Saint-Martin-Longueau est ainsi rattachée au canton de Pont-Sainte-Maxence qui compte désormais 23 communes. Elle fait partie de l'arrondissement de Clermont et ses conseillers départementaux sont Arnaud Dumontier et Khristine Foyart (Union de la droite). Elle se trouve au sein de la septième circonscription de l'Oise dont le député est Édouard Courtial (UMP).

### Intercommunalité
Saint-Martin-Longueau fait partie de la communauté de communes des pays d'Oise et d'Halatte (CCPOH), qui a son siège dans la commune de Pont-Sainte-Maxence. Le président est Christian Massaux, maire de Verneuil-en-Halatte. La communauté de communes intervient auprès des 17 communes qui la composent dans les domaines de l'aménagement du territoire, du développement économique, de l'entretien de la voirie, de l'environnement, des équipements scolaires et sportifs et de la culture.
La localité fait également partie d'autres structures intercommunales :
- Le Syndicat mixte de la vallée de l'Oise (SMVO)[37] ;
- le Syndicat intercommunal pour le transport et le traitement des eaux usées de la région de Pont-Sainte-Maxence (SITTEUR)[38] ;
- le Syndicat Intercommunal des Eaux de la Région de Saint-Martin-Longueau (SIAE)[39].

### Tendances politiques et résultats
L'électorat de Saint-Martin-Longueau semble privilégier le candidat de droite aux élections et le candidat d'extrême-droite en seconde place. Les électeurs n'ont voté à gauche que lors des dernières élections régionales où ils ont favorisé le candidat socialiste Claude Gewerc.

### Administration municipale
Le nombre d'habitants lors des derniers recensements étant compris entre 500 et 1 499 habitants, le nombre de membres du conseil municipal est de 15.
Lors des élections municipales de 2008, les 15 conseillers municipaux ont été élus au second tour ; le taux de participation était de 67,24 %. Christophe Dupré est élu maire de la commune à l'issue du scrutin.
Lors des élections municipales de 2014, les 15 conseillers municipaux ont été élus dès le premier tour ; le taux de participation était de 73,20 %. Michel Collette est élu maire de la commune à l'issue du scrutin.

### Liste des maires
| Période                                  | Période                    | Identité         | Étiquette | Qualité                        |
| ---------------------------------------- | -------------------------- | ---------------- | --------- | ------------------------------ |
| Les données manquantes sont à compléter. |                            |                  |           |                                |
| avant 1995                               | 1995                       | Michel Bouvier   | DVG       |                                |
| 1995                                     | 2008                       | Philippe Ducrocq | DVG       |                                |
| Mars 2008                                | Septembre 2008             | Christophe Dupré |           | Médecin Décédé en fonction     |
| 24 octobre 2008                          | En cours (au 9 avril 2014) | Michel Collette  |           | Réélu pour le mandat 2014-2020 |

### Instances judiciaires et administratives
Saint-Martin-Longueau relève du tribunal d'instance de Beauvais, du tribunal de grande instance de Beauvais, de la cour d'appel d'Amiens, du tribunal pour enfants de Beauvais, du conseil de prud'hommes de Beauvais, du tribunal de commerce de Beauvais, du tribunal administratif d'Amiens et de la cour administrative d'appel de Douai.
La brigade de proximité la plus proche est celle de Pont-Sainte-Maxence.

### Politique environnementale

#### Gestion de l'eau
La production et la distribution d'eau potable est assurée par le syndicat intercommunal des eaux de la région de Saint-Martin-Longueau. Les forages s'effectuent sur la commune voisine de Bazicourt.
L'assainissement des eaux usées de Saint-Martin-Longueau est assurée de manière collective par une station d'épuration d'une capacité de 37 650 EH (équivalent-habitant) située sur la commune de Brenouille. Le rejet des eaux usées a lieu dans l'Oise. La communauté de communes assure quant à elle l'assainissement non collectif des eaux usées.

#### Gestion des déchets
Ce domaine de compétence est assuré par la communauté de communes des pays d'Oise et d'Halatte. La collecte des ordures ménagères a lieu tous les lundis à Saint-Martin-Longueau. La collecte des déchets verts a lieu un lundi sur deux durant la période d'avril à octobre durant l'année 2015. La déchetterie la plus proche est située sur la commune voisine de Brenouille, dans la zone industrielle Pont-Brenouille.
La commune met en place un service de broyage des végétaux depuis 2011. Elle intervient également dans le balayage des rues.

### Finances locales
Cette sous-section présente la situation des finances communales de Saint-Martin-Longueau.
Pour l'exercice 2013, le compte administratif du budget municipal de Saint-Martin-Longueau s'établit à  1 814 000 € en dépenses et 1 910 000 € en recettes :
En 2013, la section de fonctionnement se répartit en 792 000 €  de charges (525 € par habitant) pour 1 091 000 € de produits (724 € par habitant), soit un solde de 299 000 € (199 € par habitant), :
- le principal pôle de dépenses de fonctionnement est celui des charges de personnels[Note 5] pour  281 000 € (35 %), soit 186 € par habitant, ratio inférieur de 25 % à la valeur moyenne pour les communes de la même strate (248 € par habitant). Sur les 5 dernières années, ce ratio fluctue et présente un minimum de 171 € par habitant en 2011 et un maximum de 186 € par habitant en 2013 ;
- la plus grande part des recettes est constituée des impôts locaux[Note 6] pour  404 000 € (37 %), soit 268 € par habitant, ratio voisin de la valeur moyenne de la strate. Depuis 5 ans, ce ratio fluctue et présente un minimum de 232 € par habitant en 2011 et un maximum de 268 € par habitant en 2013.

Les taux des taxes ci-dessous sont votés par la municipalité de Saint-Martin-Longueau. Ils ont varié de la façon suivante par rapport à 2012 :
- la taxe d'habitation sans variation 9,50 % ;
- la taxe foncière sur le bâti constante 20,50 % ;
- celle sur le non bâti constante 52,00 %.

La section investissement se répartit en emplois et ressources. Pour 2013, les emplois comprennent par ordre d'importance :
- des dépenses d'équipement[Note 8] pour une valeur totale de 797 000 € (78 %), soit 529 € par habitant, ratio supérieur de 59 % à la valeur moyenne pour les communes de la même strate (333 € par habitant). En partant de 2009 et jusqu'à 2013, ce ratio fluctue et présente un minimum de 137 € par habitant en 2010 et un maximum de 610 € par habitant en 2011 ;
- des remboursements d'emprunts[Note 9] pour un montant de 183 000 € (18 %), soit 121 € par habitant, ratio supérieur de 95 % à la valeur moyenne pour les communes de la même strate (62 € par habitant).

Les ressources en investissement de Saint-Martin-Longueau se répartissent principalement en :
- fonds de Compensation pour la TVA pour une valeur de 133 000 € (16 %), soit 88 € par habitant, ratio supérieur de 138 % à la valeur moyenne pour les communes de la même strate (37 € par habitant). Sur les 5 dernières années, ce ratio fluctue et présente un minimum de 12 € par habitant en 2012 et un maximum de 88 € par habitant en 2013 ;
- subventions reçues pour  82 000 € (10 %), soit 54 € par habitant, ratio inférieur de 33 % à la valeur moyenne pour les communes de la même strate (81 € par habitant).

L'endettement de Saint-Martin-Longueau au 31 décembre 2013 peut s'évaluer à partir de trois critères : l'encours de la dette, l'annuité de la dette et sa capacité de désendettement :
- l'encours de la dette pour  725 000 €, soit 481 € par habitant, ratio inférieur de 20 % à la valeur moyenne pour les communes de la même strate (601 € par habitant). Pour la période allant de 2009 à 2013, ce ratio fluctue et présente un minimum de 481 € par habitant en 2013 et un maximum de 665 € par habitant en 2011[A2 5] ;
- l'annuité de la dette pour  213 000 €, soit 141 € par habitant, ratio supérieur de 66 % à la valeur moyenne pour les communes de la même strate (85 € par habitant). Sur les 5 dernières années, ce ratio fluctue et présente un minimum de 75 € par habitant en 2011 et un maximum de 149 € par habitant en 2010[A2 5] ;
- la capacité d'autofinancement (CAF) pour un montant de 299 000 €, soit 199 € par habitant, ratio supérieur de 28 % à la valeur moyenne pour les communes de la même strate (156 € par habitant). Sur les 5 dernières années, ce ratio fluctue et présente un minimum de 160 € par habitant en 2011 et un maximum de 199 € par habitant en 2013[A2 6]. La capacité de désendettement est d'environ 2 années en 2013. Sur une période de 14 années, ce ratio est constant et faible (inférieur à 4 ans)

## Population et société

### Démographie
Les habitants de la commune sont appelés les Saint-Martinois-Longoviciens.

#### Évolution démographique
L'évolution du nombre d'habitants est connue à travers les recensements de la population effectués dans la commune depuis 1793. Pour les communes de moins de 10 000 habitants, une enquête de recensement portant sur toute la population est réalisée tous les cinq ans, les populations de référence des années intermédiaires étant quant à elles estimées par interpolation ou extrapolation. Pour la commune, le premier recensement exhaustif entrant dans le cadre du nouveau dispositif a été réalisé en 2004.

En 2022, la commune comptait 1 431 habitants, en évolution de −5,04 % par rapport à 2016 (Oise : +0,87 %, France hors Mayotte : +2,11 %).
| 1793 | 1800 | 1806 | 1821 | 1831 | 1836 | 1841 | 1846 | 1851 |
| ---- | ---- | ---- | ---- | ---- | ---- | ---- | ---- | ---- |
| 212  | 242  | 259  | 338  | 547  | 335  | 337  | 365  | 358  |

| 1856 | 1861 | 1866 | 1872 | 1876 | 1881 | 1886 | 1891 | 1896 |
| ---- | ---- | ---- | ---- | ---- | ---- | ---- | ---- | ---- |
| 360  | 386  | 411  | 382  | 397  | 354  | 345  | 367  | 339  |

| 1901 | 1906 | 1911 | 1921 | 1926 | 1931 | 1936 | 1946 | 1954 |
| ---- | ---- | ---- | ---- | ---- | ---- | ---- | ---- | ---- |
| 362  | 355  | 303  | 333  | 317  | 319  | 322  | 372  | 435  |

| 1962 | 1968 | 1975 | 1982 | 1990  | 1999  | 2004  | 2006  | 2009  |
| ---- | ---- | ---- | ---- | ----- | ----- | ----- | ----- | ----- |
| 479  | 524  | 789  | 966  | 1 009 | 1 415 | 1 463 | 1 467 | 1 471 |

| 2014  | 2019  | 2022  | - | - | - | - | - | - |
| ----- | ----- | ----- | - | - | - | - | - | - |
| 1 476 | 1 463 | 1 431 | - | - | - | - | - | - |

#### Pyramide des âges
La population de la commune est relativement jeune.
En 2018, le taux de personnes d'un âge inférieur à 30 ans s'élève à 33,5 %, soit en dessous de la moyenne départementale (37,3 %). À l'inverse, le taux de personnes d'âge supérieur à 60 ans est de 21,8 % la même année, alors qu'il est de 22,8 % au niveau départemental.
En 2018, la commune comptait 718 hommes pour 760 femmes, soit un taux de 51,42 % de femmes, légèrement supérieur au taux départemental (51,11 %).
Les pyramides des âges de la commune et du département s'établissent comme suit.
| Hommes | Classe d’âge | Femmes |
| ------ | ------------ | ------ |
| 0,0    | 90 ou +      | 0,7    |
| 5,1    | 75-89 ans    | 7,4    |
| 15,0   | 60-74 ans    | 15,3   |
| 27,1   | 45-59 ans    | 25,7   |
| 18,0   | 30-44 ans    | 18,6   |
| 16,0   | 15-29 ans    | 14,1   |
| 18,7   | 0-14 ans     | 18,2   |

| Hommes | Classe d’âge | Femmes |
| ------ | ------------ | ------ |
| 0,5    | 90 ou +      | 1,4    |
| 5,5    | 75-89 ans    | 7,6    |
| 15,6   | 60-74 ans    | 16,3   |
| 20,8   | 45-59 ans    | 20     |
| 19,4   | 30-44 ans    | 19,4   |
| 17,6   | 15-29 ans    | 16,2   |
| 20,6   | 0-14 ans     | 19,1   |

### Enseignement
Saint-Martin-Longueau dépend de l'académie d'Amiens et de l'inspection académique de l'Oise.
La commune dispose d'une école maternelle et une école élémentaire, en regroupement pédagogique intercommunal (RPI) avec la commune de Bazicourt, permettant d'accueillir entre 200 et 250 enfants. Les collèges les plus proches sont à Pont-Sainte-Maxence, avec un collège public (collège Lucie-et-Raymond-Aubrac) et un privé (collège Saint-Joseph du Moncel). Les lycées les plus proches se situent dans l'agglomération creilloise,, ou Clermont.

### Vie culturelle et associative
Saint-Martin-Longueau compte deux associations à caractère sportif et quatre à caractère culturel.

### Santé
La commune de Saint-Martin-Longueau possède depuis avril 2018, un cabinet médical dans lequel compte deux médecins généralistes.

### Sports et loisirs
Saint-Martin-Longueau possède une plaine des jeux sur laquelle se trouve un terrain de football,.

### Culte
Saint-Martin-Longueau n'a plus de curé en titre et dépend de la paroisse catholique Sainte-Maxence de Pont-Sainte-Maxence au sein du diocèse de Beauvais, Noyon et Senlis, suffragant de l'archidiocèse de Reims. Mgr Jacques Benoit-Gonnin est l'évêque du diocèse depuis le 18 mars 2010. Des messes dominicales sont célébrées le quatrième dimanche à 9 h 30 de septembre à juin.

## Économie

### Revenus de la population et fiscalité
En 2011, le revenu fiscal médian par ménage était de 38 996 €, ce qui plaçait Saint-Martin-Longueau au 3 804e rang parmi les 31 886 communes de plus de 49 ménages en métropole.
En 2009, 35,7 % des foyers fiscaux n'étaient pas imposables.

### Emploi
En 2013, la population âgée de 15 à 64 ans s'élevait à 996 personnes, parmi lesquelles on comptait 75,4 % d'actifs dont 67,8 % ayant un emploi et 7,6 % de chômeurs. En 2013, 13,5 % des actifs ayant un emploi et résidant dans la commune travaillaient à Saint-Martin-Longueau contre 86,5 dans une autre commune.
On comptait 372 emplois dans la zone d'emploi, contre 310 en 2008. Le nombre d'actifs ayant un emploi résidant dans la zone d'emploi étant de 680, l'indicateur de concentration d'emploi est de 54,7 %, ce qui signifie que la zone d'emploi offre un peu plus d'un emploi pour deux habitants actifs.

### Entreprises et commerces
Au 31 décembre 2014, Saint-Martin-Longueau comptait 86 établissements : cinq dans l'agriculture-sylviculture-pêche, sept dans l'industrie, dix dans la construction, 57 dans le commerce-transports-services divers et sept étaient relatifs au secteur administratif. En 2015, sept entreprises ont été créées à Saint-Martin-Longueau, dont quatre par des autoentrepreneurs.
Le tableau ci-dessous détaille la répartition des entreprises implantées à Saint-Martin-Longueau en fonction de leur secteur d'activité et du nombre de salariés : 
|                                                              | Total | %     | 0 salarié | 1 à 9 salariés | 10 à 19 salariés | 20 à 49 salariés | 50 salariés ou plus |
| ------------------------------------------------------------ | ----- | ----- | --------- | -------------- | ---------------- | ---------------- | ------------------- |
| Ensemble                                                     | 86    | 100,0 | 63        | 20             | 2                | 0                | 1                   |
| Agriculture, sylviculture et pêche                           | 5     | 5,8   | 4         | 1              | 0                | 0                | 0                   |
| Industrie                                                    | 7     | 8,1   | 4         | 1              | 1                | 0                | 1                   |
| Construction                                                 | 10    | 11,6  | 7         | 2              | 1                | 0                | 0                   |
| Commerce, transports, services divers                        | 57    | 66,3  | 44        | 13             | 0                | 0                | 0                   |
| dont commerce et réparation automobile                       | 21    | 24,4  | 17        | 4              | 0                | 0                | 0                   |
| Administration publique, enseignement, santé, action sociale | 67    | 8,1   | 4         | 3              | 0                | 0                | 0                   |
| Champ : ensemble des activités.                              |       |       |           |                |                  |                  |                     |

L'essentiel de l'activité économique est marquée par la prédominance du secteur tertiaire qui occupe plus des deux tiers de l'activité économique. Le secteur primaire, qui regroupe l'agriculture, la sylviculture et la pêche, occupe une part non négligeable (5,8 %). L'industrie n'est pas très développée dans la commune (8,1 %). La vie économique de Saint-Martin-Longueau est marquée par les très petites entreprises (TPE), une seule entreprise basée dans l'industrie dépasse les cinquante salariés et deux dépassent le seuil des dix salariés.

#### Agriculture
Le tableau ci-dessous présente les principales caractéristiques des exploitations agricoles de Saint-Martin-Longueau, observées sur une période de 22 ans :
|                                            | 1988 | 2000  | 2010 |
| ------------------------------------------ | ---- | ----- | ---- |
| Nombre d'exploitations                     | 6    | 2     | 4    |
| Équivalent Unité de travail annuel         | 12   | 4     | 6    |
| Surface Agricole Utile (SAU) (ha)          | 430  | 299   | 356  |
| Cheptel (nombre de têtes)                  | 159  | 238   | 418  |
| Terres labourables (ha)                    | 427  | –     | 283  |
| Superficie moyenne d'une exploitation (ha) | 71,7 | 149,5 | 89   |

L'agriculture de Saint-Martin-Longueau est spécialisée dans les polycultures. Elle ne représente pas une activité très intense puisque quatre établissements opèrent en 2010. Le secteur ne connaît pas d'évolution linéaire. Le nombre d'exploitations tout comme la SAU diminuent entre 1988 et 2000 avant de réaugmenter entre 2000 et 2010. La superficie moyenne d'une exploitation, dépendante des deux autres variables, fluctue également mais semble montrer une légère concentration des exploitations. Durant cette même période, le nombre de têtes augmente constamment, ce qui laisse penser à un développement de l'élevage à Saint-Martin-Longueau.

#### Artisanat et industrie
En 2015, quelques petits artisans sont installés dans la commune et pratiquent des activités dans le domaine du BTP : plomberie, menuiserie, chauffage, électricité, maçonnerie...
La seule entreprise saint-martinoise-longovicienne comptant plus de 50 salariés est basée dans le domaine de l'industrie et spécialisée dans la filtration de l'air. Elle est située au nord du village, route d'Avrigny.

#### Commerces et services
Saint-Martin-Longueau compte plusieurs commerces de proximité : boulangerie, fleuriste, coiffeur. Elle compte aussi un restaurant pizzeria, un café et quelques commerces liés à l'automobile. Quelques commerces ambulants viennent circuler dans la commune : boulangerie de Sacy-le-Grand, boucherie-charcuterie de Sacy-le-Petit, poissonnerie, crèmerie et salon de toilettage.

## Culture locale et patrimoine

### Lieux et monuments

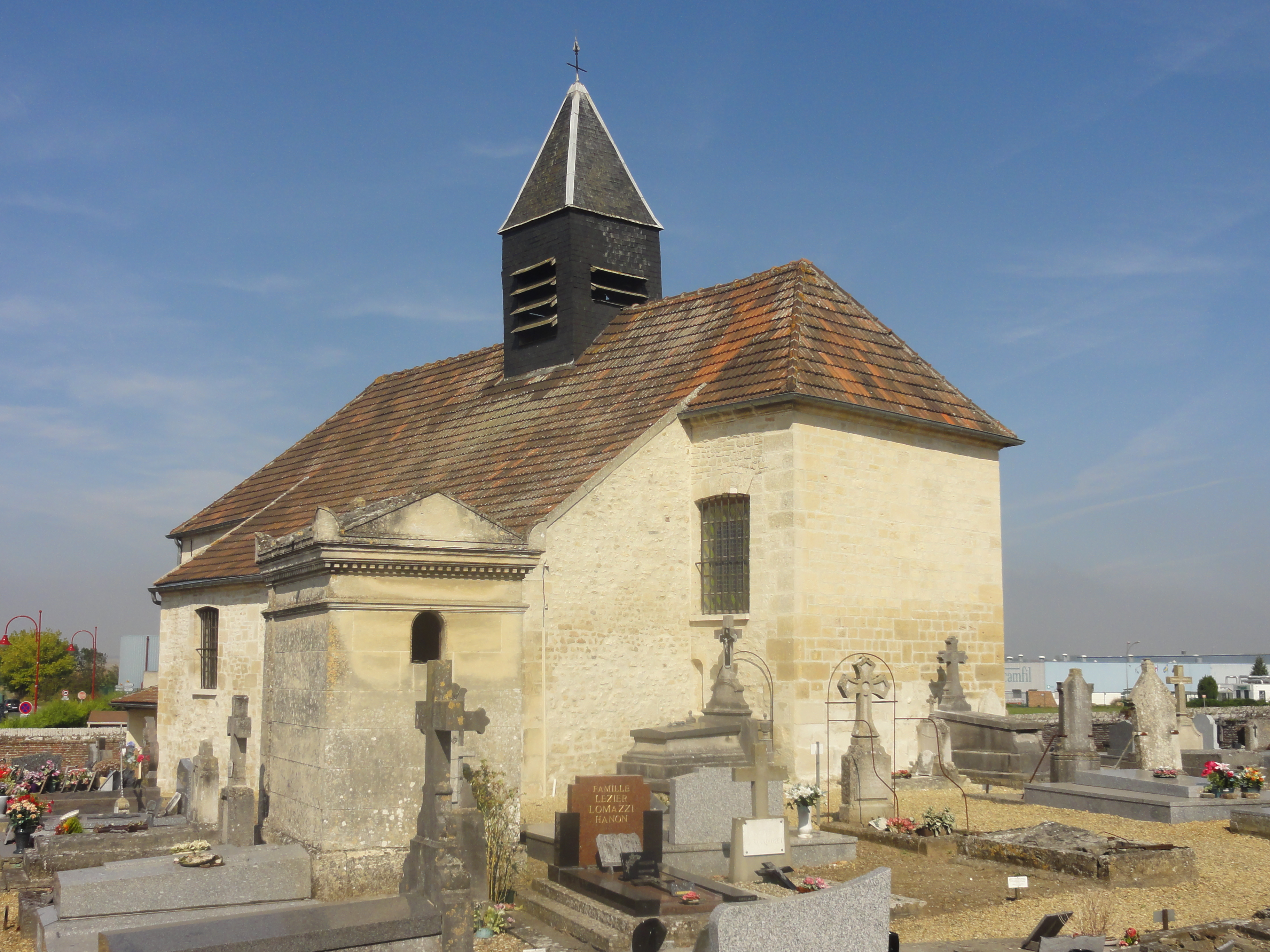
L'église Saint-Martin et le cimetière.

L'église Saint-Martin est une église construite sur un tertre et entourée d'un cimetière, comme à Brenouille. Elle est située à l'extrémité ouest du village. Cet édifice présente quelques parties de style gothique à lancettes, du XIIe ou XIIIe siècle, telles les voûtes sous le clocher. Elle possède une tribune. Son transept a été démoli. Ses fenêtres sont carrées. En 1875, elle a bénéficié de réparations importantes. Cette église possède un haut-relief représentant la scène où saint Martin partage son manteau. Cette œuvre est classée parmi les objets mobiliers protégés par l'administration des Beaux-Arts, qui l'a fait réparer en 1967.
Par ailleurs, l'église compte quatre objets répertoriés à l'inventaire des monuments historiques : une dalle funéraire, une statue de saint Lucien, le haut-relief représentant saint Martin et un tableau intitulé Adoration des bergers, datant du XVIIIe siècle.

### Patrimoine naturel
Le territoire communal est partiellement inclus dans la zone naturelle d'intérêt écologique, faunistique et floristique (ZNIEFF) des « Marais de Sacy-le-Grand et buttes sableuses des Grands Monts », classée également zone Natura 2000 et zone importante pour la protection des oiseaux (ZICO). D'une superficie de 1 655 hectares, elle couvre sur le territoire de Saint-Martin-Longueau le sud du village près du lieu-dit de la Fontaine Froide. Cette ZNIEFF abrité plusieurs espèces protégées comme la Fougère des marais (Thelypteris palustris), le Jonc bulbeux (Juncus bulbosus), la Gentiane pneumonanthe (Gentiana pneumonanthe), la Bondrée apivore (Pernis apivorus), le Martin-pêcheur d'Europe (Alcedo atthis) et le Cerf élaphe (Cervus elaphus).

Faune et flore des Marais de Sacy-le-Grand et buttes sableuses des Grands Monts (sélection).
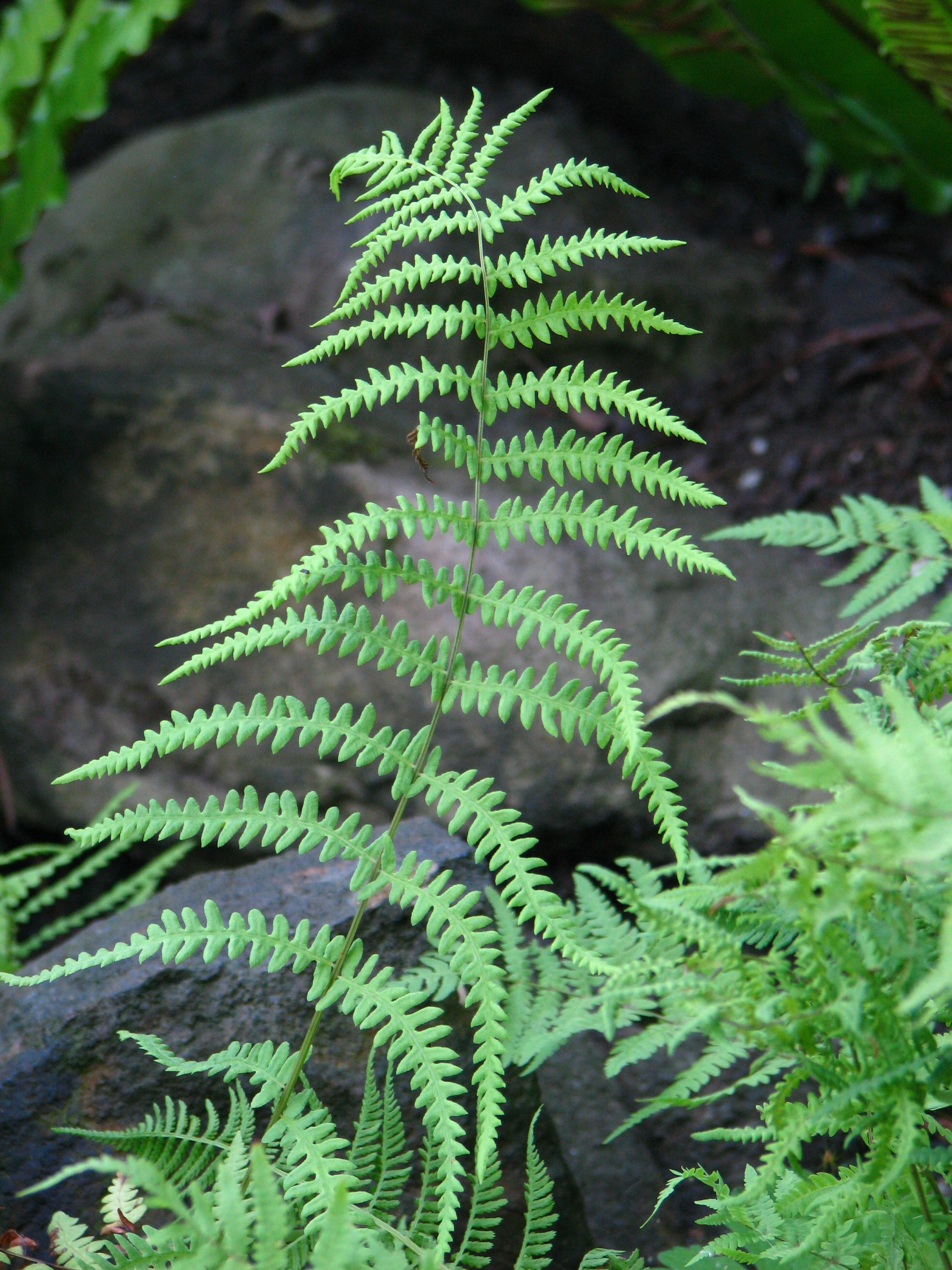
Fougère des marais.
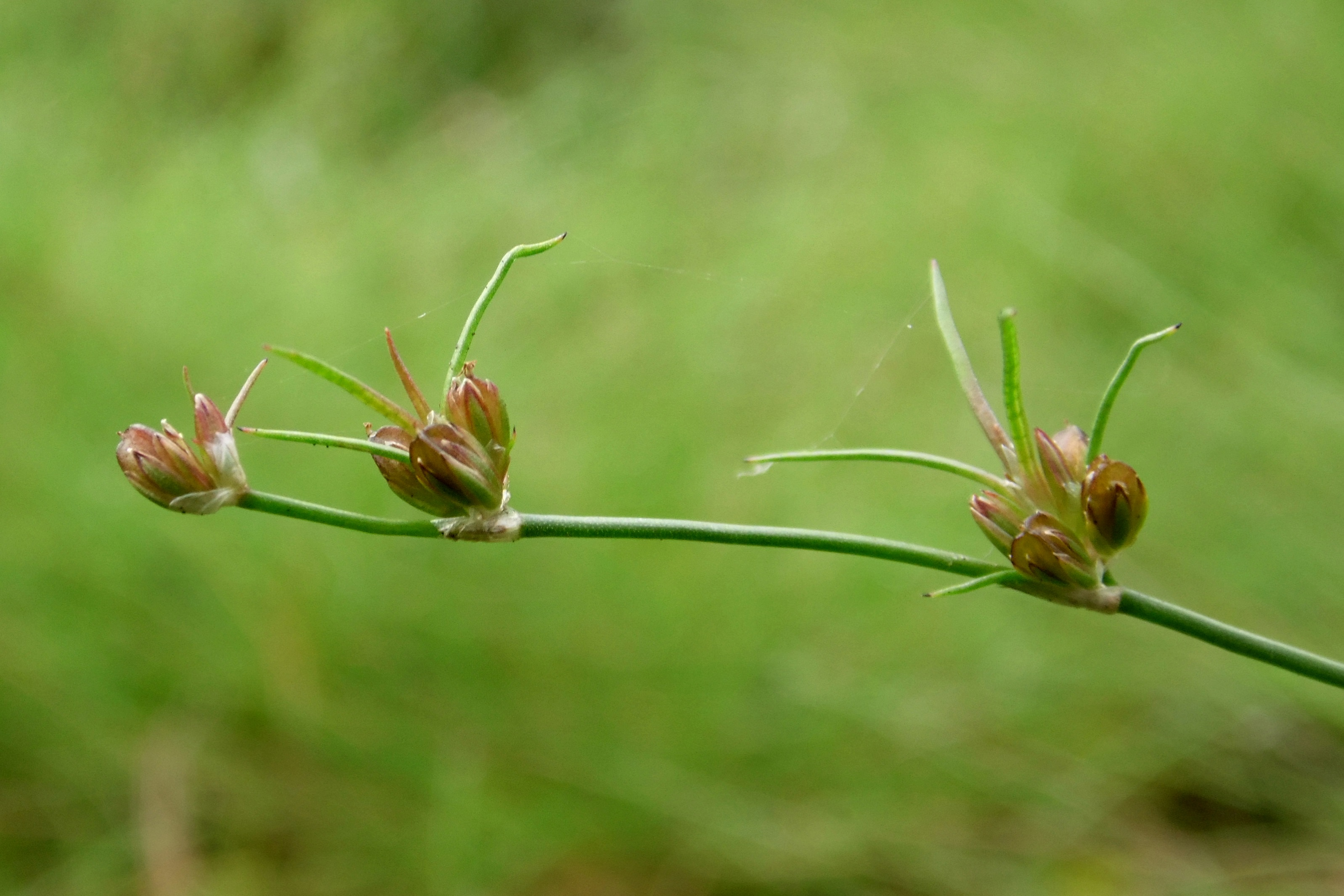
Jonc bulbeux.
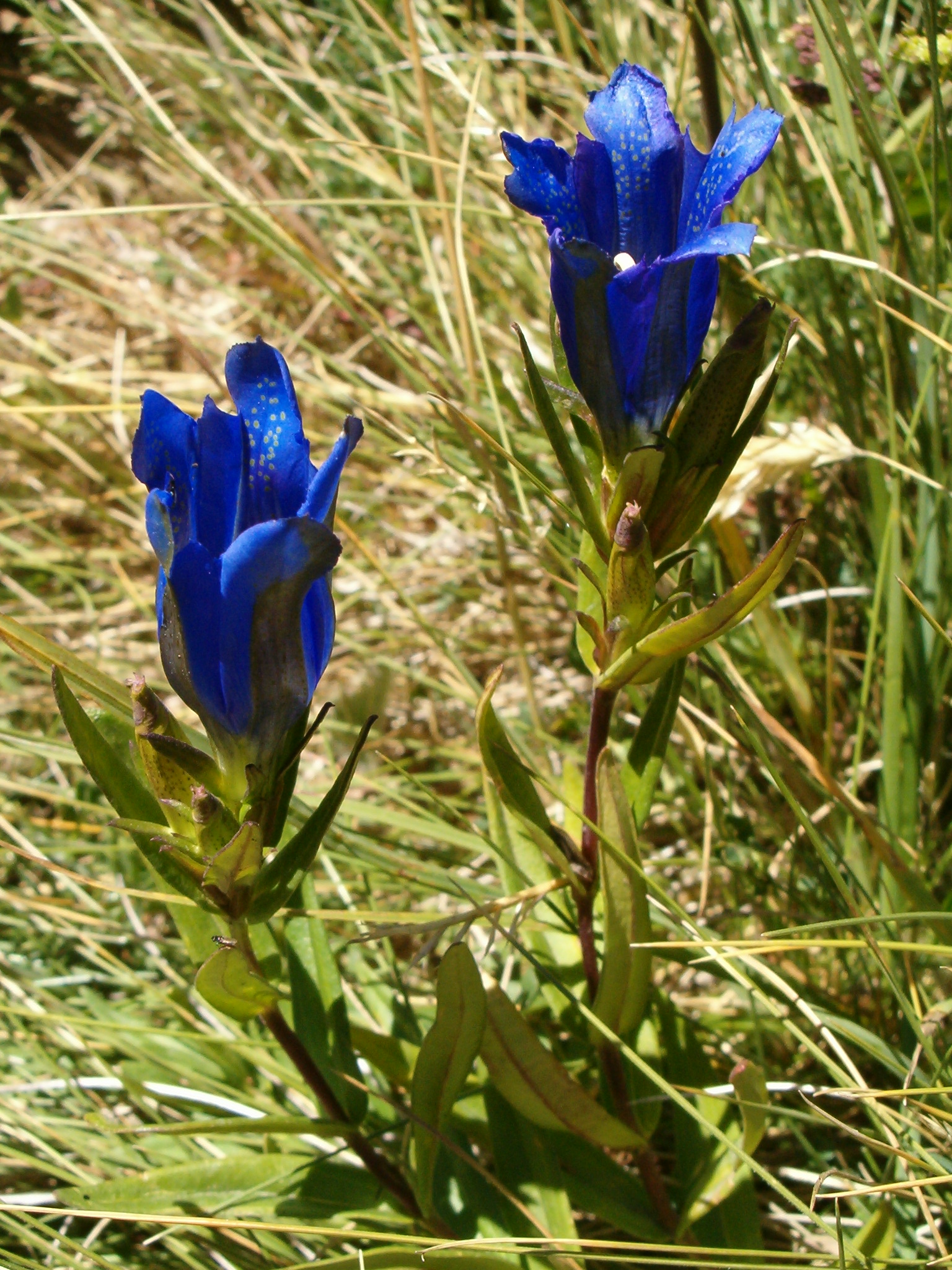
Gentiane pneumonanthe.
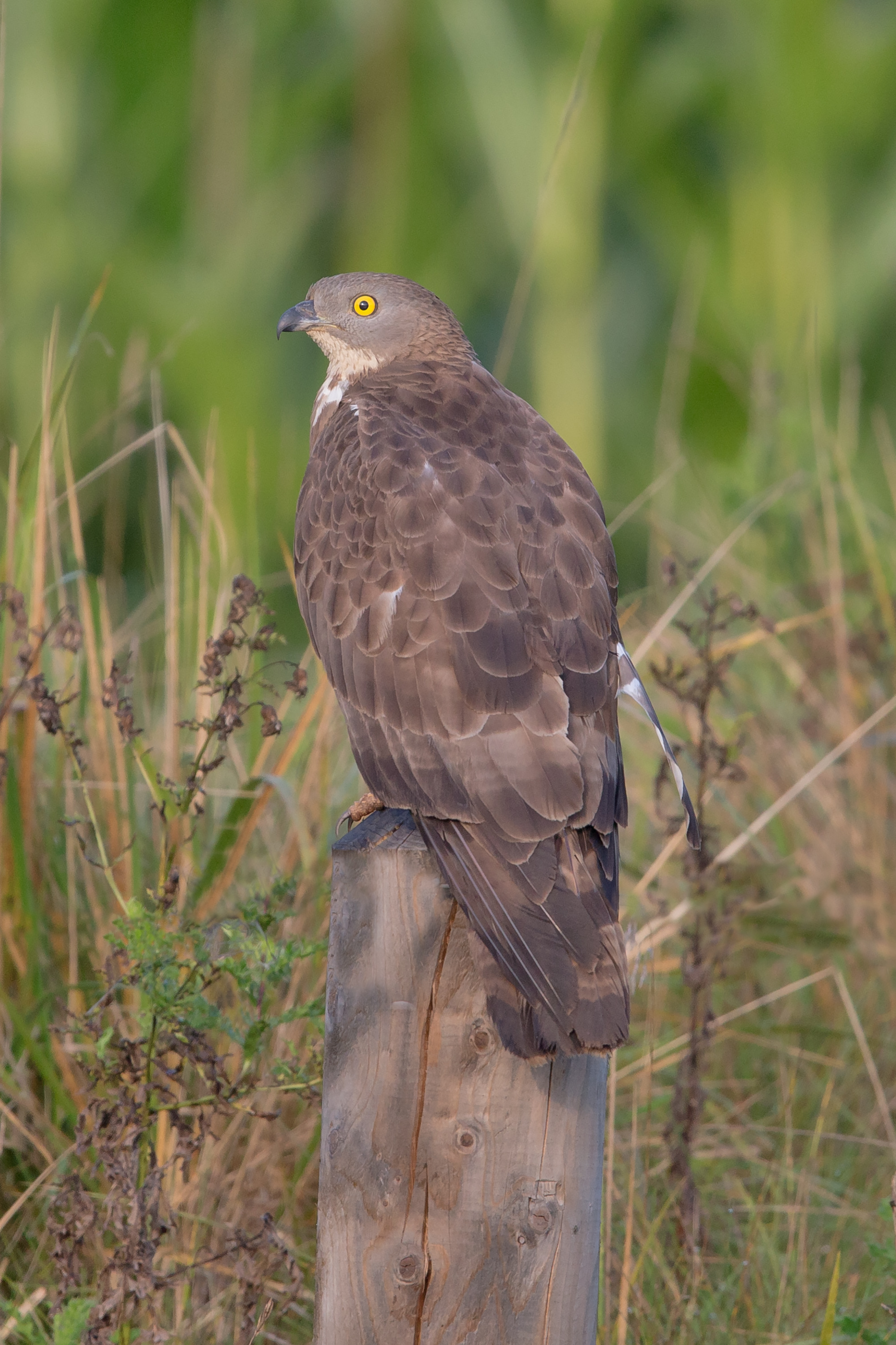
Bondrée apivore.
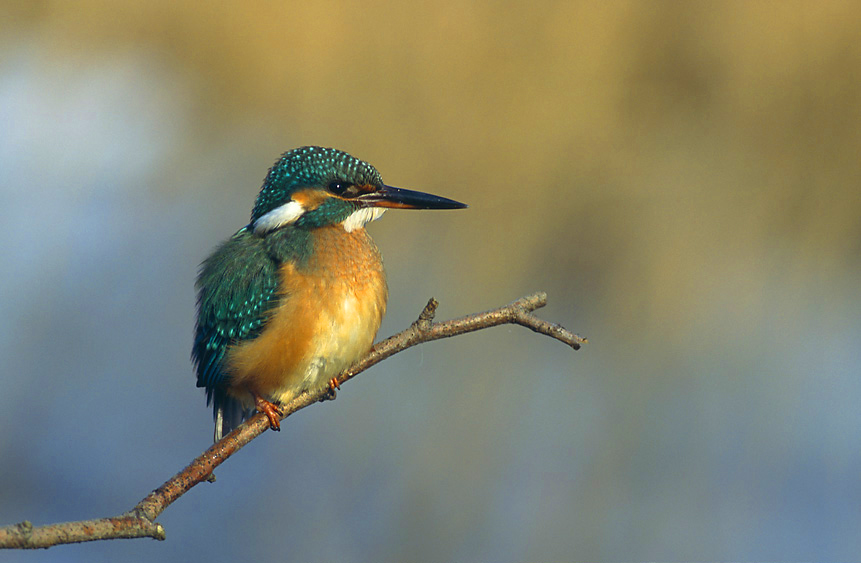
Martin-pêcheur d'Europe.
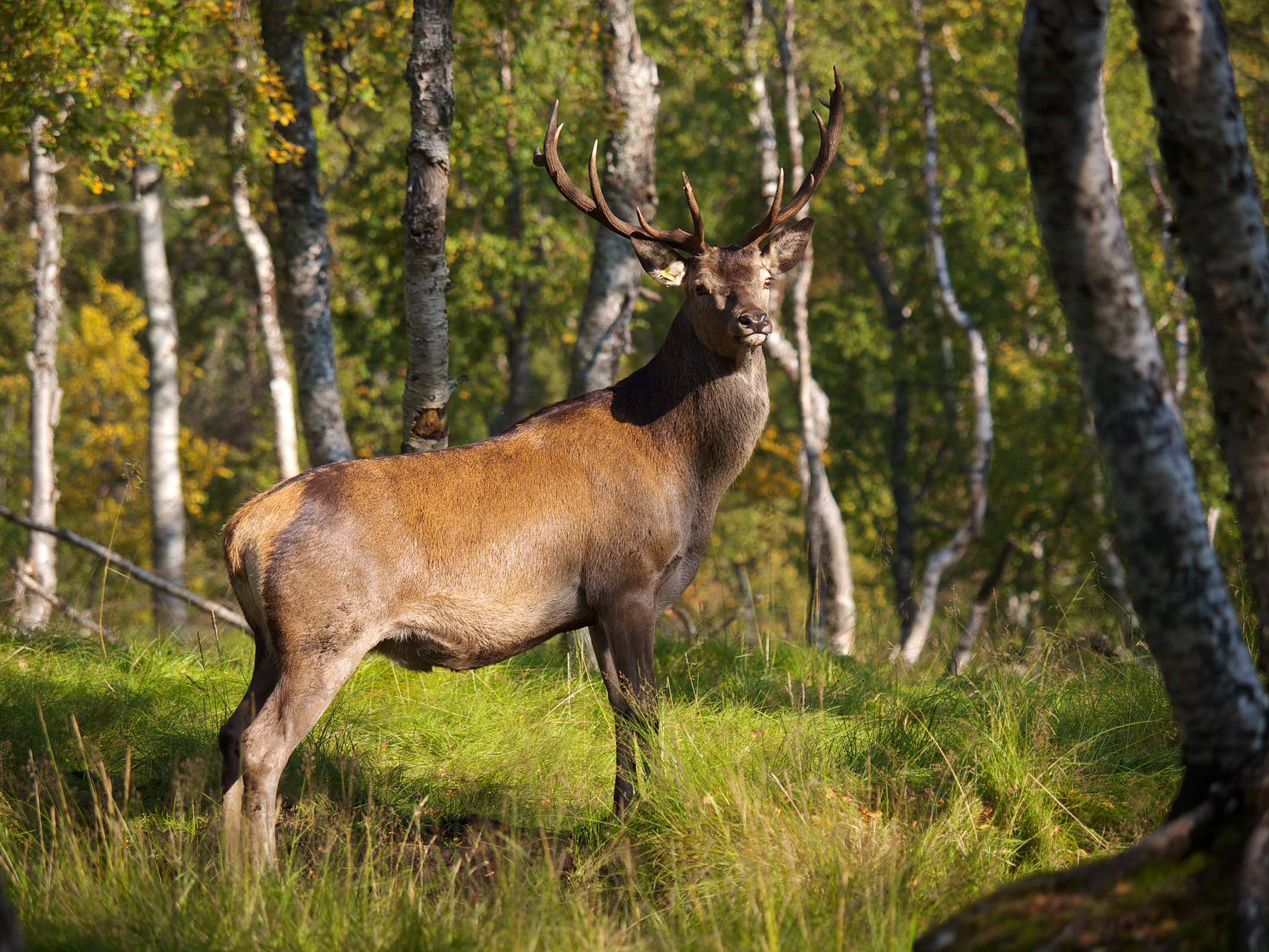
Cervus elaphus.

### Événements culturels
Le 29 juin 2024, la commune de Saint-Martin Longueau a accueilli la première édition du SkyBird Fest', festival de musique mettant en avant des artistes locaux mais aussi des icones musicales des années 1990. Pour la première édition il y avait sur scène entre autres Benny B, Allan Theo ou encore Philippe Dhondt plus connu sous le nom de Boris.

### Héraldique
| Armes de Saint-Martin-Longueau | Les armes de Saint-Martin-Longueau se blasonnent ainsi : parti au premier de gueules à l'épée basse d'or, posée en bande, tranchant une toge romaine d'argent, au second de sinople à la fleur de lys accompagnée, en chef d'un peigne de chanvrier et, en pointe, d'une cliquette de lépreux, le tout d'or, posé et rangé en barre ; le tout soutenu d'une champagne d'azur chargée de filets ondés de sable Le blason représente le manteau de saint martin partagé par une épée, d'une part, un peigne de chanvrier, une fleur de lys, une cliquette de lépreux d'autre part ; le tout sur une pointe ondée qui représente Longueau (longues eaux). |